# Ward Cunningham
Howard G. "Ward" Cunningham (Michigan City, Indiana, 26 de maio de 1949) é um programador de computador americano que desenvolveu o primeiro wiki. Um pioneiro nos padrões de design e Extreme Programming, ele começou a programar o software WikiWikiWeb em 1994 e instalou-o no site de sua consultoria de software, Cunningham & Cunningham (vulgarmente conhecida por seu nome de domínio, c2.com), em 25 de março de 1995, como um add-on para o Portland Pattern Repository. Ele vive atualmente em Portland, Oregon e é o diretor de tecnologia da AboutUs.
Foi co-autor de um livro sobre wikis, intitulado The Wiki Way, e também inventou Framework for Integrated Tests. Ele foi um orador principal nos três primeiros casos da série de conferências WikiSym wiki em pesquisa e prática.

## História pessoal
Howard G. "Ward" Cunningham recebeu seu diploma de bacharel interdisciplinar em engenharia (engenharia elétrica e ciência da computação) e seu mestrado em ciência da computação da Universidade de Purdue. Ele é um dos fundadores da Cunningham & Cunningham, Inc. Ele também atuou como Diretor de P & D em Wyatt como Engenheiro de Software e Diretor do Laboratório de Pesquisa em Computação da Tektronix. Ele é fundador do Hillside Group e tem servido como presidente do programa de Linguagens de Padrões de conferência de programação que os patrocinadores. Cunningham era parte da comunidade Smalltalk. De dezembro de 2003 até outubro de 2005, ele trabalhou para a Microsoft Corporation nos "padrões e práticas" do grupo. De outubro de 2005 a maio de 2007, ele ocupou o cargo de Diretor de Committer Comunidade de Desenvolvimento da Fundação Eclipse. Em maio de 2007, juntou-se à AboutUs como seu diretor de tecnologia.

## Ideias e invenções
Cunningham é bem conhecido por algumas idéias que criou e desenvolveu. O mais famoso entre estes estão o wiki (em homenagem a WikiWikiWeb) e muitas idéias no campo de padrões de software. Ele é dono da empresa Cunningham & Cunningham, Inc., uma consultoria pequena que tem se especializado em programação orientada a objetos.
Em uma entrevista de 2006 com internetnews.com Coutinho descreve seu pensamento sobre o conceito Wiki patenteamento, quando ele criou o primeiro.
Ele tem um interesse atual em acompanhar o número e a localização das edições wiki como um experimento sociológico e podem até considerar a degradação de um wiki, como parte de seu processo para a estabilidade. "Há aqueles que dão e aqueles que tomam. Você pode dizer ao ler o que escrevo. "

### Padrões e Extreme Programming
Cunningham também é conhecido por suas contribuições para o desenvolvimento de práticas de programação orientada a objetos, em especial o uso das linguagens de padrões e (com Kent Beck) CRC (Classe Responsabilidade Colaboração) cartões. Ele é também um contributo significativo para a metodologia de desenvolvimento Extreme Programming software. Uma grande parte deste trabalho foi realizado de forma colaborativa no wiki site em si.